# Cerro Chusekani
Cerro Chusekani är ett berg i Bolivia.   Det ligger i departementet Chuquisaca, i den centrala delen av landet, 50 km norr om huvudstaden Sucre. Toppen på Cerro Chusekani är 3 499 meter över havet, eller 611 meter över den omgivande terrängen. Bredden vid basen är 26,7 km.
Terrängen runt Cerro Chusekani är kuperad söderut, men norrut är den bergig. Runt Cerro Chusekani är det ganska tätbefolkat, med 72 invånare per kvadratkilometer.. 
Trakten runt Cerro Chusekani består i huvudsak av gräsmarker.